# Крістіан Лундеберг
Крістіан Лундеберг (швед. Christian Lundeberg; 14 липня 1842, Вальбо, Євлеборґ — 10 листопада 1911, Стокгольм) — шведський політик та державний діяч, прем'єр-міністр Швеції з 2 серпня по 7 листопада 1905 року, спікер Риксдагу (1909—1911).

## Біографія
Народився у місті Вальбо, Євлеборг у сім'ї власника млина Йогана Лундеберга та Марії Екман.
Після отримання військової освіти отримав звання, еквівалентне лейтенанту, і з 1861 по 1874 рік служив в армії в цьому званні, після чого залишив службу. З 1885 по 1906 обіймав керівну посаду в одній з компаній залізовиробничої індустрії.
Член парламенту від партії консерваторів і протекціоністів. У 1899 став її лідером.
Відіграв провідну роль в дискусіях, присвячених долі союзу Швеції і Норвегії. У 1905 король доручив Лундбергу сформувати уряд. У вересні того ж року ним було досягнуто згоди, що дозволила норвежцям винести на референдум питання про те, чи залишатися їхній країні в складі Швеції. Потім Лундеберг спробував організувати вирішення питання про загальне виборче право.
Коли ці зусилля не привели до успіху, він повернувся на місце члена парламенту і був спікером з 1909 до своєї смерті в 1911.